# Cabalgata de Vallfogona

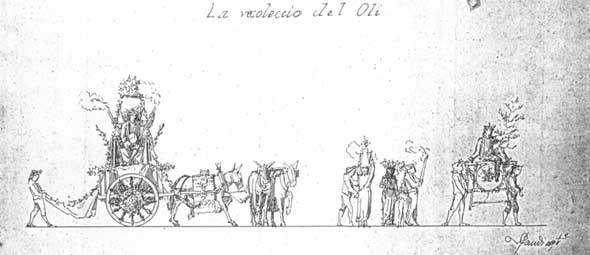
La recolección de las aceitunas

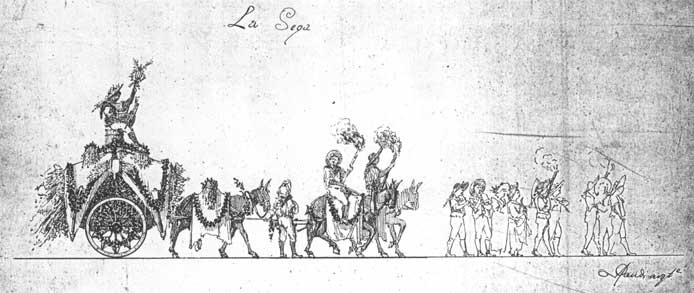
La siega

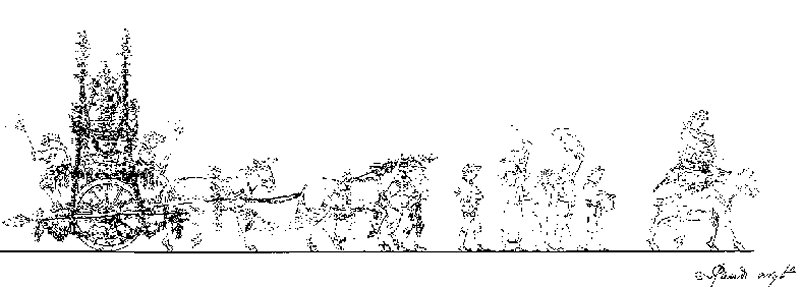
La vendimia

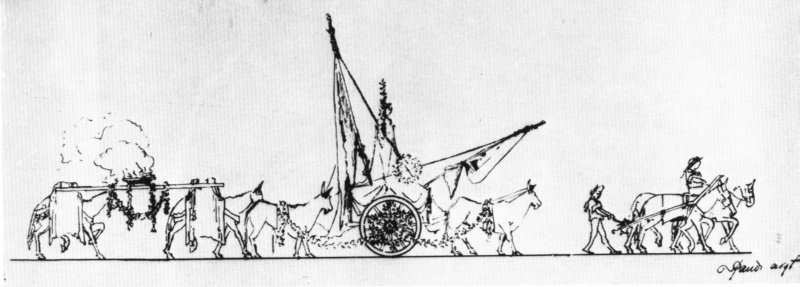
Dibujo sin identificar

La cabalgata de Vallfogona fue un proyecto no realizado del arquitecto modernista Antoni Gaudí en 1879 para la celebración de una cabalgata conmemorativa del 250 aniversario del fallecimiento del sacerdote y poeta Francesc Vicent Garcia en Vallfogona de Riucorb (Cuenca de Barberá, Tarragona).

## Historia y descripción
Francesc Vicent Garcia i Ferrandis (1582-1623), también conocido como el «rector de Vallfogona», fue un sacerdote y poeta en lengua catalana. Fue párroco de Vallfogona, motivo por el que esta localidad quiso homenajearlo con motivo del 250 aniversario de su fallecimiento, aunque la fecha elegida, 1879, era ya pasados 256 años del mismo.
El homenaje fue organizado por la Asociación Catalanista de Excursiones Científicas y la Asociación Catalana de Excursiones, que más tarde se fusionaron dando lugar al Centro Excursionista de Cataluña. Estaba prevista la celebración de diversos actos de homenaje, como discursos, bailes, misas, pasacalles, concursos poéticos y ofrendas florales, además de una «cabalgata místico-alegórica» cuyo diseño se confió a Gaudí, probablemente por su adscripción al grupo excursionista. Para el evento estaba previsto que se desplazasen a Vallfogona grupos de personas procedentes de Barcelona, Tarragona, Lérida, Reus, Manresa, Igualada, Tortosa, Cervera y Tárrega.
Los actos de homenaje tuvieron lugar entre el 1 y el 3 de septiembre de 1879, aunque la afluencia de público fue muy inferior de la esperada, por lo que los festejos quedaron deslucidos. Según el cronista Pau Pi i Pla, la organización, dirigida desde Barcelona, fue defectuosa; los habitantes de Vallfogona no estaban muy al tanto de la celebración; el párroco y el alcalde se desentendieron, el primero porque se homenajeaba al poeta y no al sacerdote, y el segundo porque era nuevo en el cargo y había heredado el proyecto de su antecesor. Además, cuando se dirigieron a la tumba del homenajeado se equivocaron de ubicación y celebraron el acto en otro lugar que no era donde reposaba el rector.
En el segundo día de festejos las cosas fueron de mal en peor: en la entrega de premios del concurso poético el público, aburrido por los largos discursos, empezó a alborotar y las autoridades se retiraron, lo que indignó aún más al público. El tercer día se anunció el ganador de un concurso para la colocación de un monumento al poeta, que resultó ser el proyecto de una biblioteca elaborado por el maestro de obras Joan Bruguera, que no gustó a nadie. En el siguiente banquete se anunció el fin de los festejos, justo a la mitad de lo previsto, con lo que la cabalgata de Gaudí no llegó a celebrarse.
Del proyecto gaudiniano se conservan cuatro dibujos, realizados en tinta china a la pluma sobre papel vegetal. En ellos aparecen diversas comitivas formadas por carruajes y personajes montados o a pie, con motivos alegóricos relacionados con la agricultura: la recolección de las aceitunas, la siega y la vendimia, más un cuarto del que se desconoce su dedicación. Todos ellos están firmados «A. Gaudí, arqte». También realizó un croquis general, a lápiz, que se conserva en el Museo Comarcal de Reus. Los cuatro dibujos quedaron en Vallfogona, hasta que en 1960 fueron vendidos a Enric Casanelles, secretario de la asociación Amigos de Gaudí. Actualmente se conservan en la Cátedra Gaudí, perteneciente a la Universidad Politécnica de Cataluña.